# Поранений янгол
«Поранений янгол» (фін. Haavoittunut enkeli) — найвідоміша картина фінського художника Гуго Сімберга . Написана 1903 року. У 2006 році «Поранений янгол» був визнаний найулюбленішою картиною музею Атенеуму та «національним живописом» Фінляндії.

## Зображення та сюжет
На картині зображені два хлопчики, що несуть на ношах янгола із зав'язаними очима і кривавим крилом. Один з хлопчиків пильно і похмуро дивиться прямо на глядача. Фоновий пейзаж строгий і умовний: риси реального ландшафту в районі Елейтарха Гельсінкі, місця, яке Сімберг багаторазово фотографував, згладжені . Фон картини умовний, і принципи його уявлення знаходять паралелі живопису італійського Відродження .
Один із смислових планів картини — дитяча слабкість та незахищеність, складність дитячого характеру, його становище між добром та злом. Янгол на картині Сімберга — вразлива дитяча постать, яку художник зображує не як божество, а як дитину. Характери хлопчиків складніші: їхнє моральне посилення та якість дії не зрозумілі — не до кінця зрозуміло, символізують вони добро чи зло . Фігуру хлопчика, що йде попереду, в чорному іноді розглядають як образ смерті .
Важливий елемент характеристики картини — неясність її сенсу. Не до кінця ясні ні сам сюжет, ні його етичне прочитання. Грубий одяг та взуття хлопчиків, їх нахмурені серйозні обличчя протиставлені тендітній, одягненій у світлу сукню фігурі ангела. Одна з ідей картини — протистояння життя і смерті, кров на крилі янгола та пов'язка на очах — знак уразливості та крихкості. Життя тут начебто впритул наближається до смерті. У руці янгол тримає букет пролісків — символ відродження та одужання. Один із хлопчиків повернувся до глядачів, розриваючи герметичний простір картини . Сам Сімберг відмовлявся від тлумачень своєї роботи, надаючи глядачеві самому інтерпретувати її сенс .

## Історія створення та тематичні лінії
Вважається, що в основі картини — два формотворчі вектори: проблеми, пов'язані з особистою кризою художника, — його увага до людської вразливості та звернення до традиції європейського Відродження .
Восени 1902 року у художника стався серйозний нервовий зрив, і до весни 1903 року він лікувався у лікарні Калліо в Гельсінкі. Робота над картиною Поранений янгол стала своєрідним символом повернення до життя. Сімберг написав картину відразу після виходу з лікарні, проте ця тема і цей ландшафт займали його протягом усієї осені та зими 1902—1903 років. Про це свідчать ескізи та фотографії, виконані у цей час.

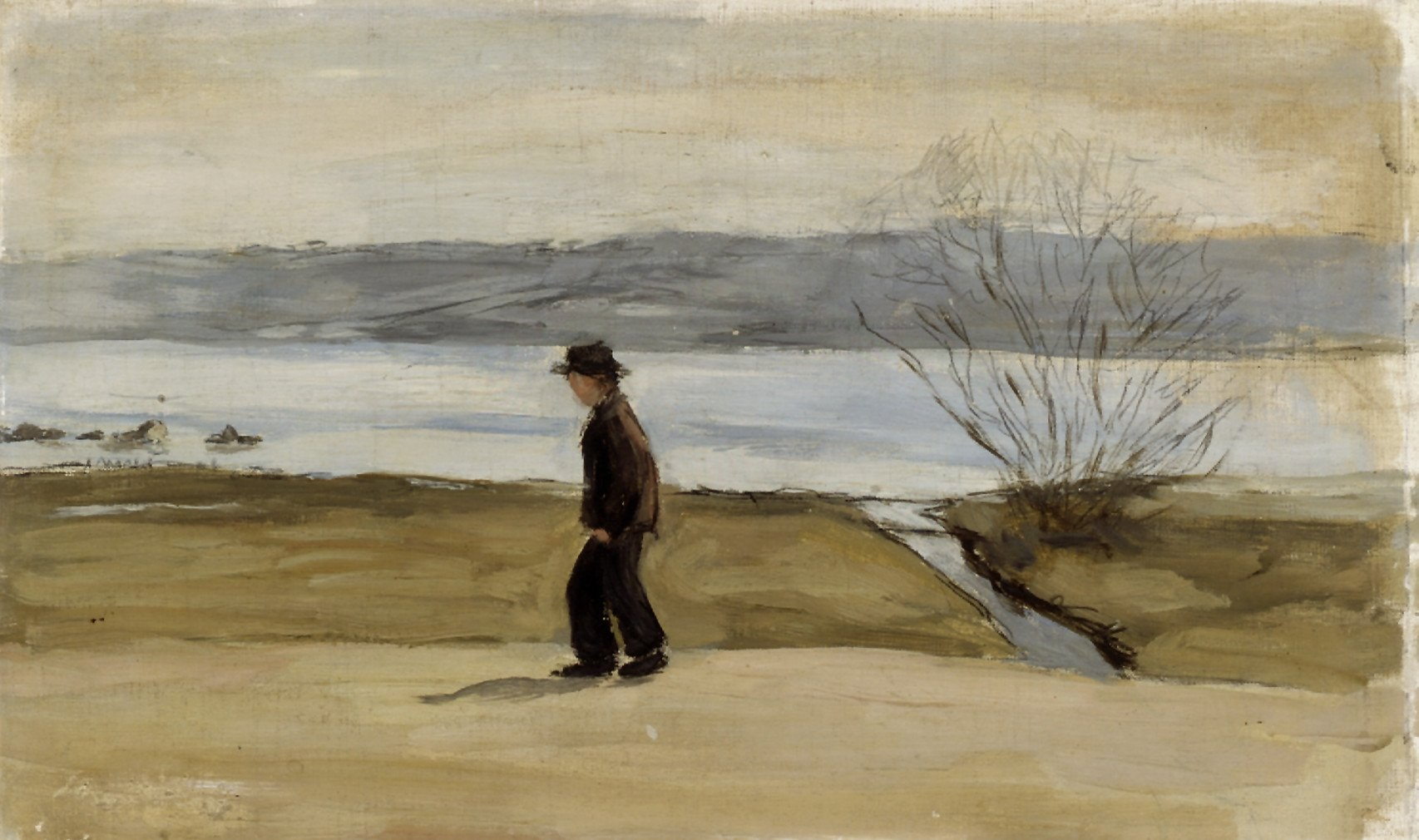
Гуго Сімберг. Гуго Сімберг. Попередній ескіз до картини Поранений янгол. 1902.

Інший напрямок, який підтримує картина — образотворчі мотиви та сюжети європейського Відродження . У 1896 — 1897 роках Сімберг здійснив подорож Європою. Теми Північного Відродження, живопис раннього Ренесансу, також як картини прерафаелітів, що віддавали перевагу європейському мистецтву до Рафаеля, справили на нього глибоке враження . Поранений янгол Сімберга знаходить іконографічні паралелі не тільки в традиції зображення скорботного янгола, але також у творах флорентійського та північного Ренесансу, наприклад, у творах Фра Анджеліко та Ієроніма Босха . Зокрема, робота Сімберга має композиційну подібність із Благовіщенням (1426) Фра Анджеліко та картиною Святий Іоанн на Патмосі (1505) Ієроніма Босха .
Крім того, існує припущення, що в роботі могла бути використана концепція платонівського діалогу Федр, в якому душа представлена вразливою субстанцією, що має крила. Поранений янгол використовує тему смерті та звертається до неї. Можлива версія — звернення до ідеї Платона у прагненні наголосити на вразливості людської душі.
У 1905—1906 роках Гуго Сімберг розписував Кафедральний собор Тампере. На одній із фресок він повторив сюжет картини «Поранений янгол», яку називав своєю найкращою роботою .

## Місце дії та історичний контекст

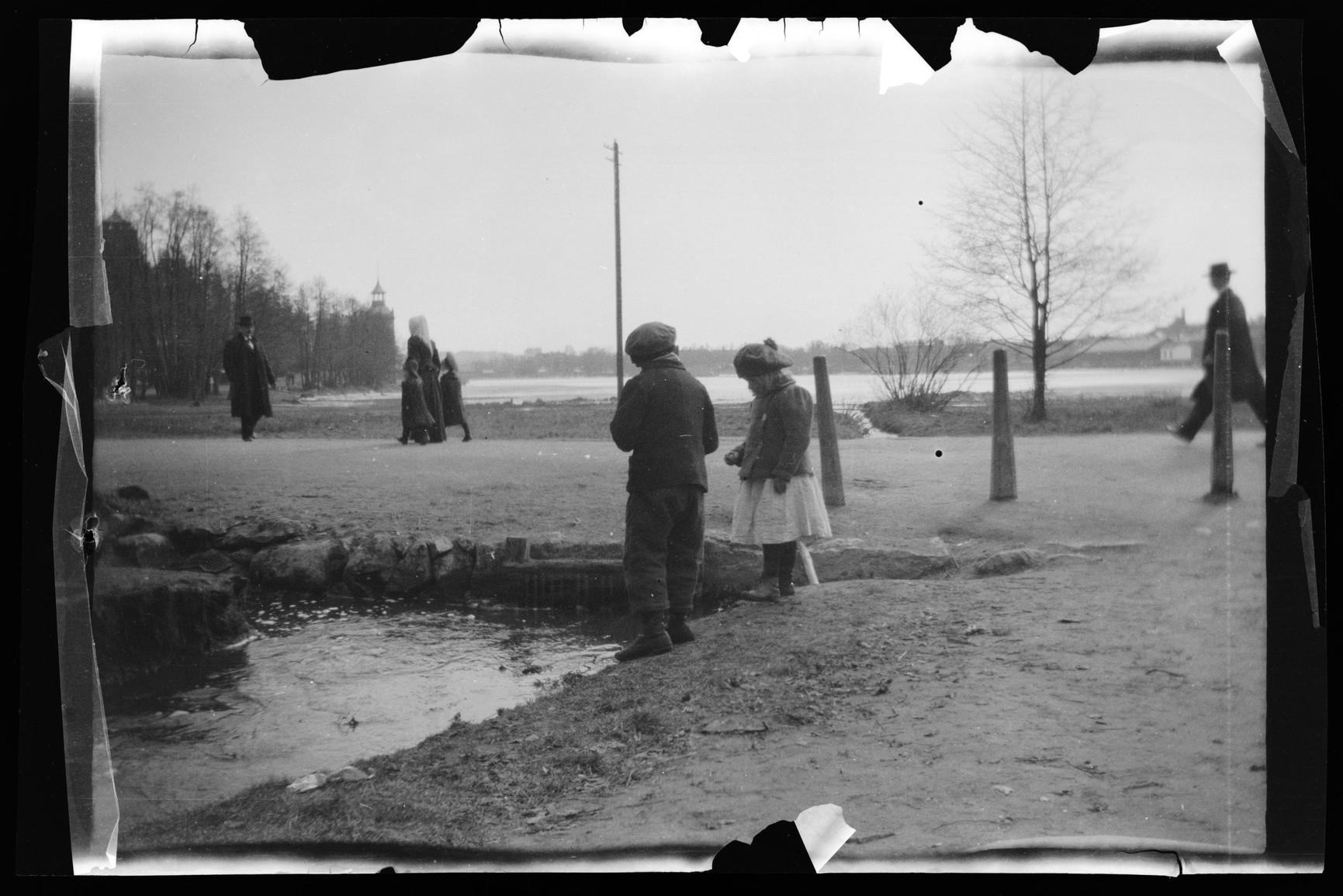
Парк Ейлянтарха. Підготовчий кадр Гуго Сімберга до картини Поранений янгол, 1902

Пейзаж, що зображений на полотні має доволі реальне походження. Це парк Еляйнтарха у Гельсінкі, де Сімберг проводив багато часу за замальовками та фотографією. На початку ХХ століття парк був місцем відпочинку серед представників робітничих професій. Достатньо символічним є те, що дорога, якою прямують головні герої полотна, веде до школи для сліпих дівчат та інтернату для інвалідів.

## Вплив та значення
Картина вплинула на європейську художню традицію. Ситуація смислової невизначеності, створена у картині, передбачила образотворчий метод таких художніх течій як метафізичний живопис та сюрреалізм. Створений у рамках символістської традиції, Поранений янгол став своєрідним символом уразливості та сумніву.
У 1947 році картина була поміщен на обкладинці книги Щоденник людини у відчаї Фрідріха Рек-Маллечевена, який загинув у 1945 у таборі Дахау .
На цитатах з Пораненого янгола побудовано кліп метал-групи Nightwish до пісні Amaranth . .